# HOXC5
HOXC5 (англ. Homeobox C5) – білок, який кодується однойменним геном, розташованим у людей на короткому плечі 12-ї хромосоми. Довжина поліпептидного ланцюга білка становить 222 амінокислот, а молекулярна маса — 24 976.
| 10         |  | 20         |  | 30         |  | 40         |  | 50         |
| ---------- |  | ---------- |  | ---------- |  | ---------- |  | ---------- |
| MSSYVANSFY |  | KQSPNIPAYN |  | MQTCGNYGSA |  | SEVQASRYCY |  | GGLDLSITFP |
| PPAPSNSLHG |  | VDMAANPRAH |  | PDRPACSAAA |  | APGHAPGRDE |  | AAPLNPGMYS |
| QKAARPALEE |  | RAKSSGEIKE |  | EQAQTGQPAG |  | LSQPPAPPQI |  | YPWMTKLHMS |
| HETDGKRSRT |  | SYTRYQTLEL |  | EKEFHFNRYL |  | TRRRRIEIAN |  | NLCLNERQIK |
| IWFQNRRMKW |  | KKDSKMKSKE |  | AL         |  |            |  |            |

A: Аланін

C: Цистеїн

D: Аспарагінова кислота

E: Глутамінова кислота

F: Фенілаланін

G: Гліцин

H: Гістидин

I: Ізолейцин

K: Лізин

L: Лейцин

M: Метіонін

N: Аспарагін

P: Пролін

Q: Глутамін

R: Аргінін

S: Серин

T: Треонін

V: Валін

W: Триптофан

Кодований геном білок за функцією належить до білків розвитку. 
Задіяний у таких біологічних процесах, як транскрипція, регуляція транскрипції. 
Білок має сайт для зв'язування з ДНК. 
Локалізований у ядрі.